# Appennino lucano
L'Appennino lucano è il tratto dell'Appennino meridionale che si distende ad arco dalla sella di Conza (tra Campania e Basilicata) al passo dello Scalone (in Calabria), ovvero dall'Appennino campano a quello calabro, includendo dunque l'intera area montuosa della Lucania. È delimitato dai fiumi Sele a ovest, Ofanto a nord, Bradano a est, dal golfo di Taranto a sud-est, dal mar Tirreno a sud-ovest e dalla piana di Sibari a sud-est.
Oltre che negli attuali confini politici della regione Basilicata, l'Appennino lucano si estende a comprendere un vasto territorio della provincia di Salerno (il massiccio del Cilento, degli Alburni e dei monti Eremita-Marzano) e uno relativamente meno esteso della provincia di Cosenza (i monti dell'Orsomarso).
L'esistenza dell'Appennino lucano non è comunque riconosciuta da tutti gli autori; alcune fonti lo includono infatti integralmente nell'Appennino campano.

## Descrizione

### Il Vulture - melfese e l'Altopiano dei Li Foj

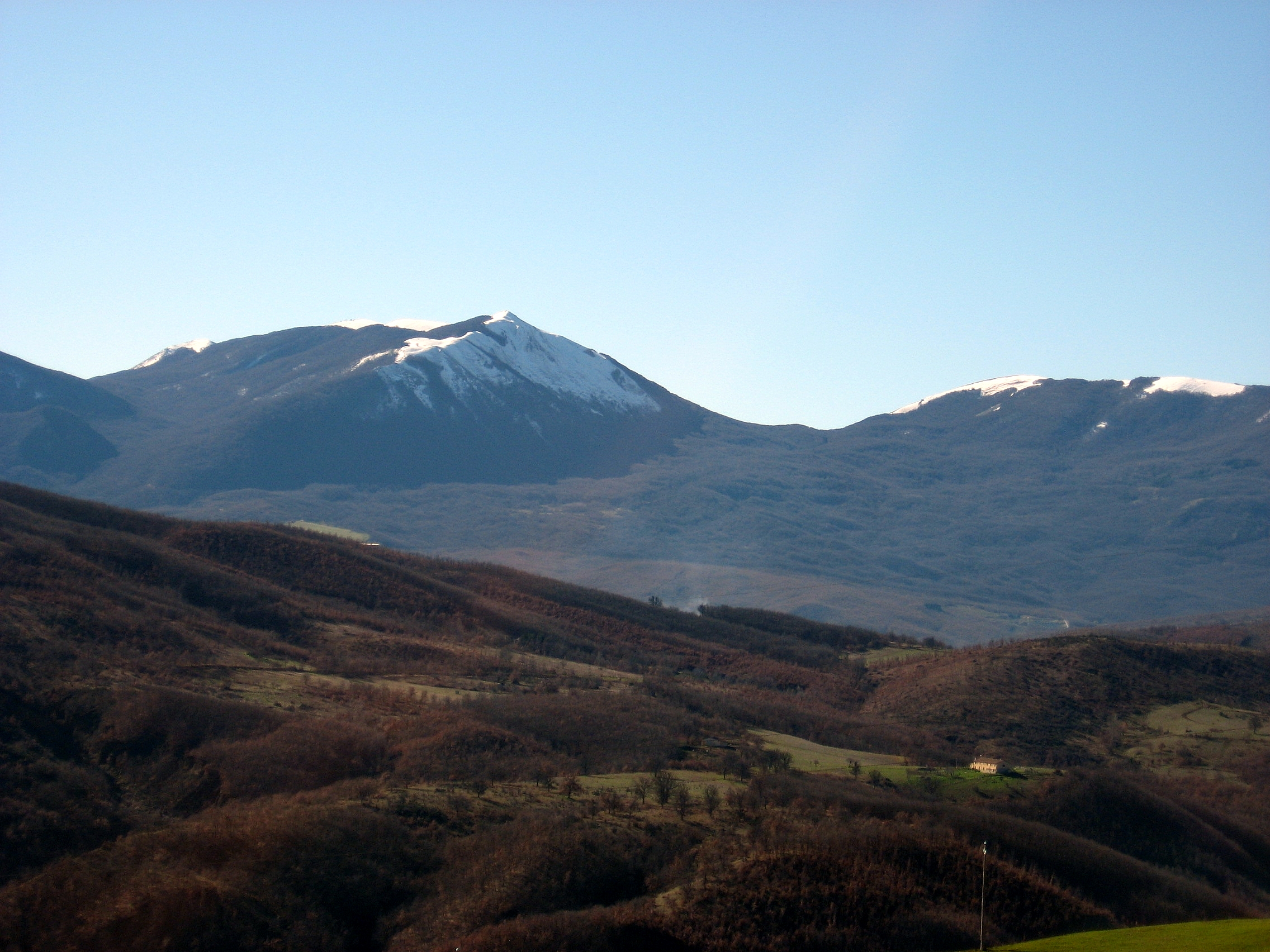
Estensione della foresta verso il Volturino.

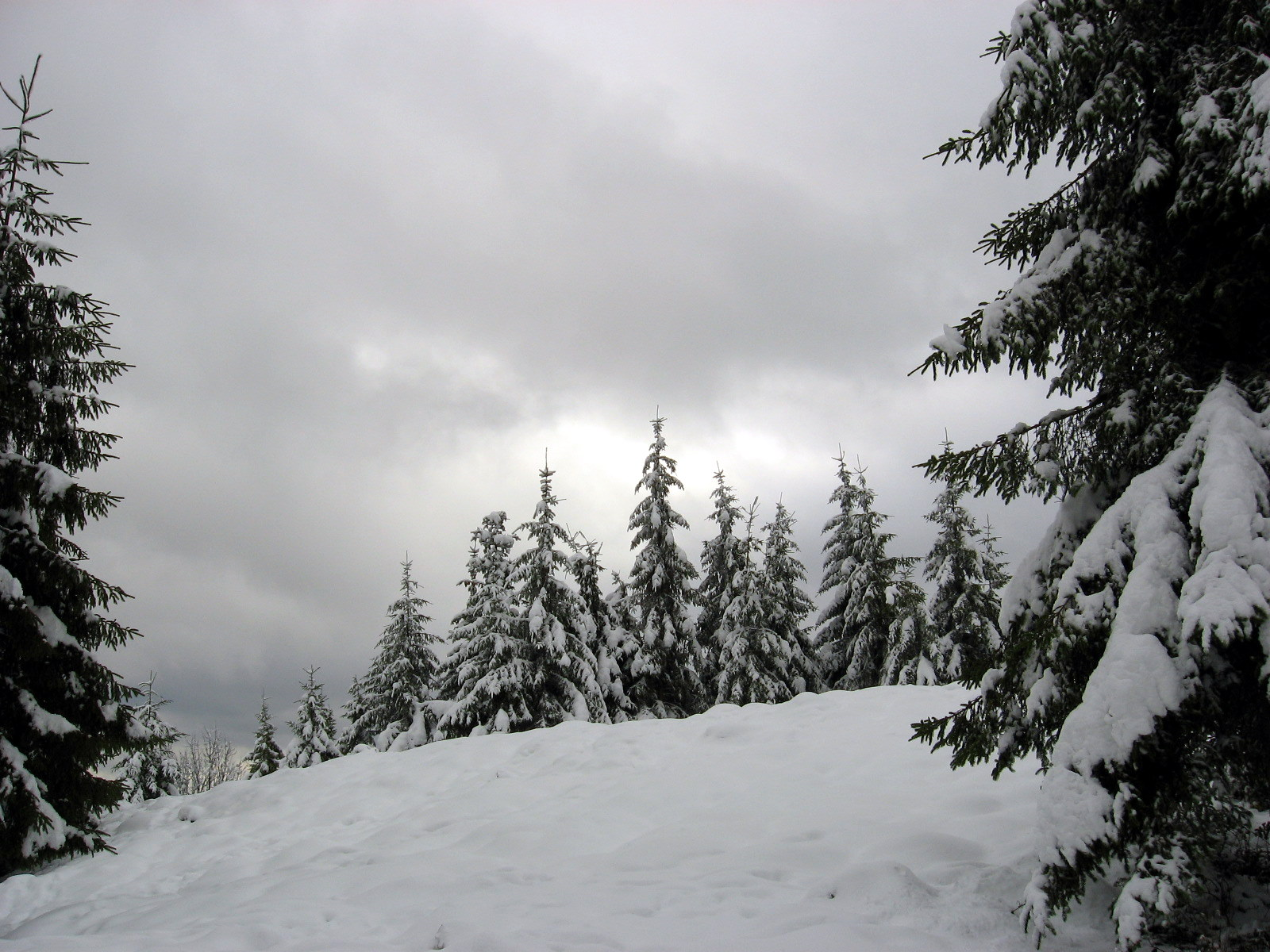
Abetina sul monte Pierfaone.

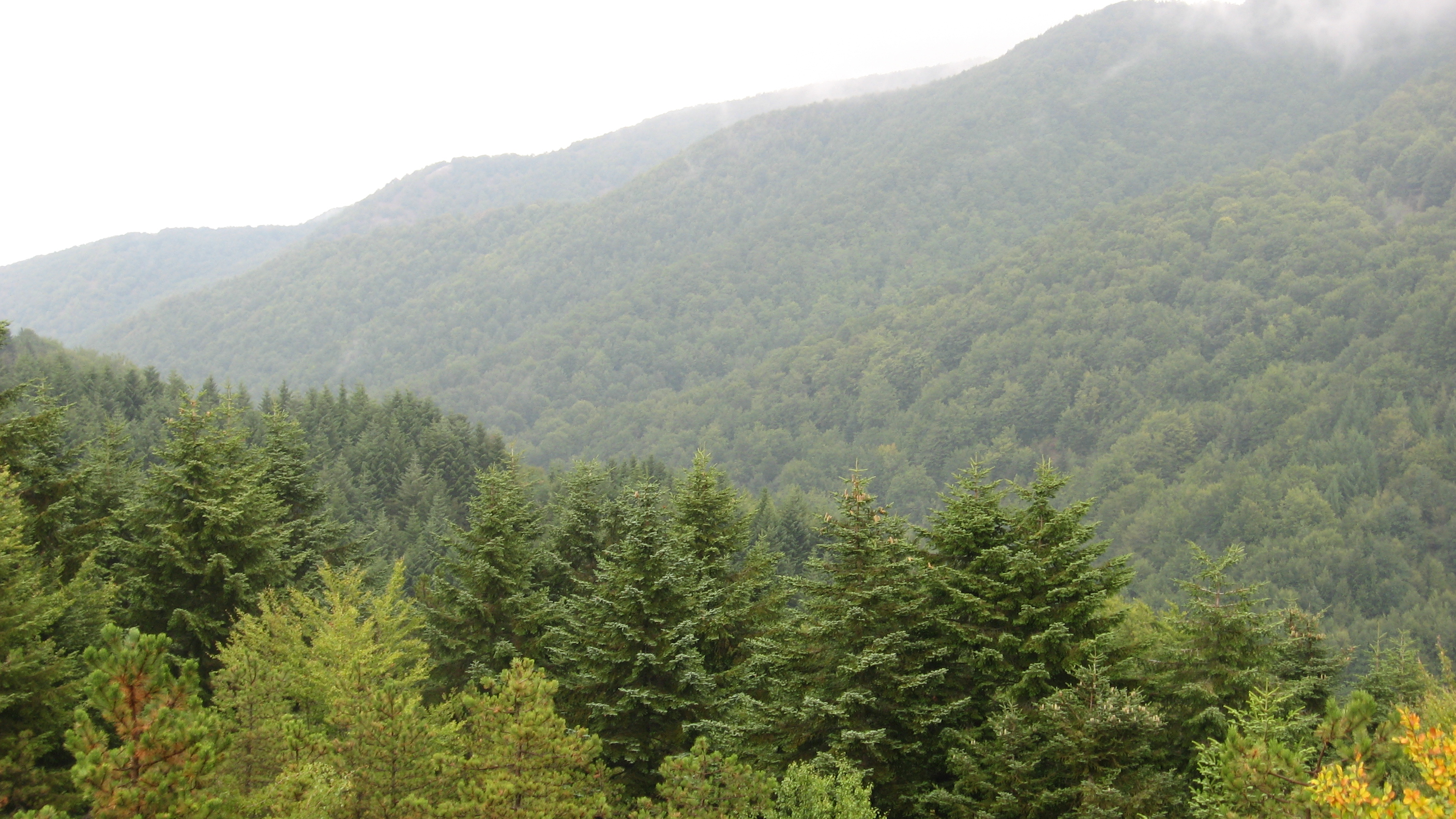
Foresta di faggi e abeti bianchi sull'Arioso (Pierfaone-Volturino-Viggiano).

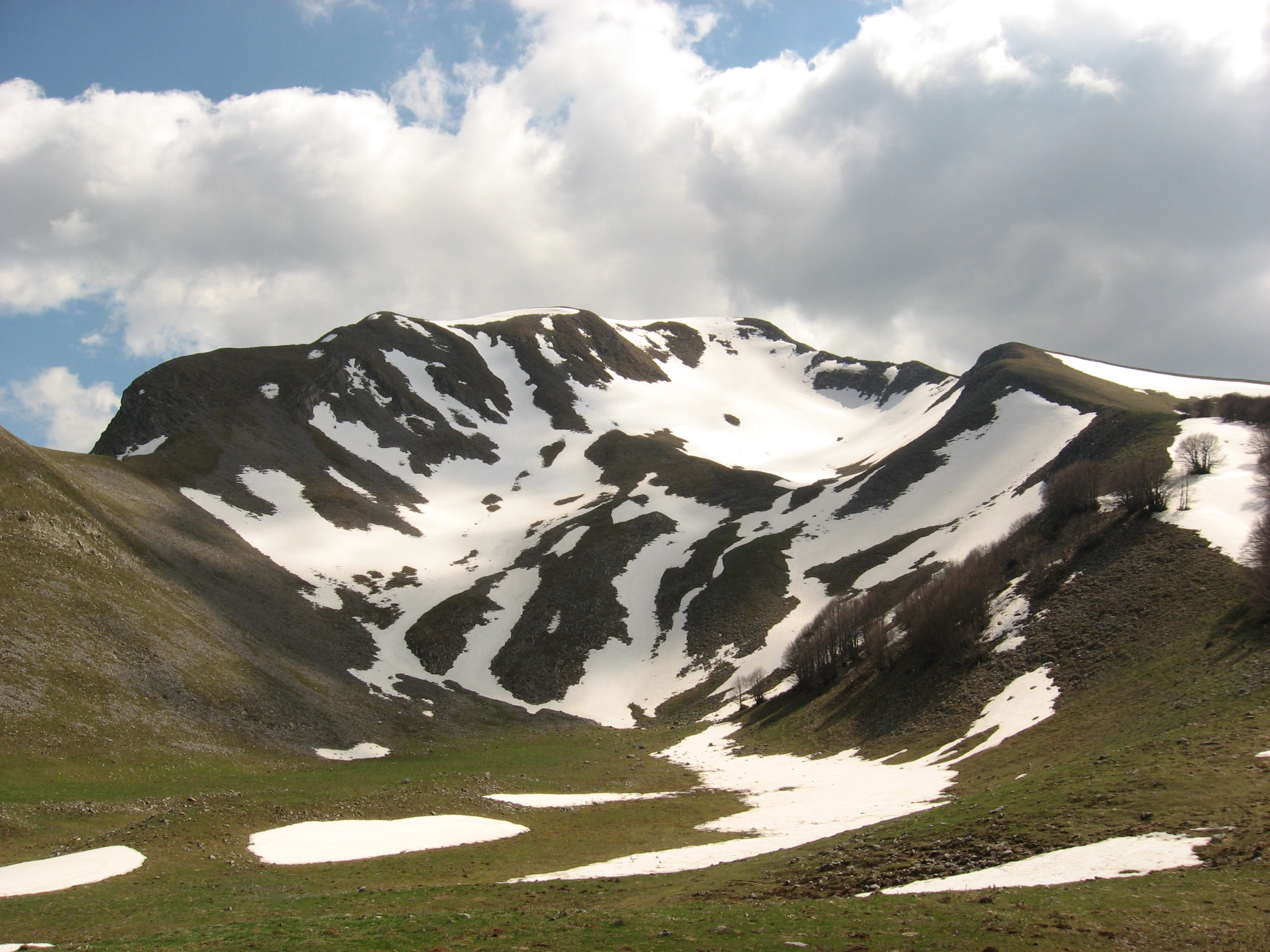
Massiccio del Sirino (circo glaciale)

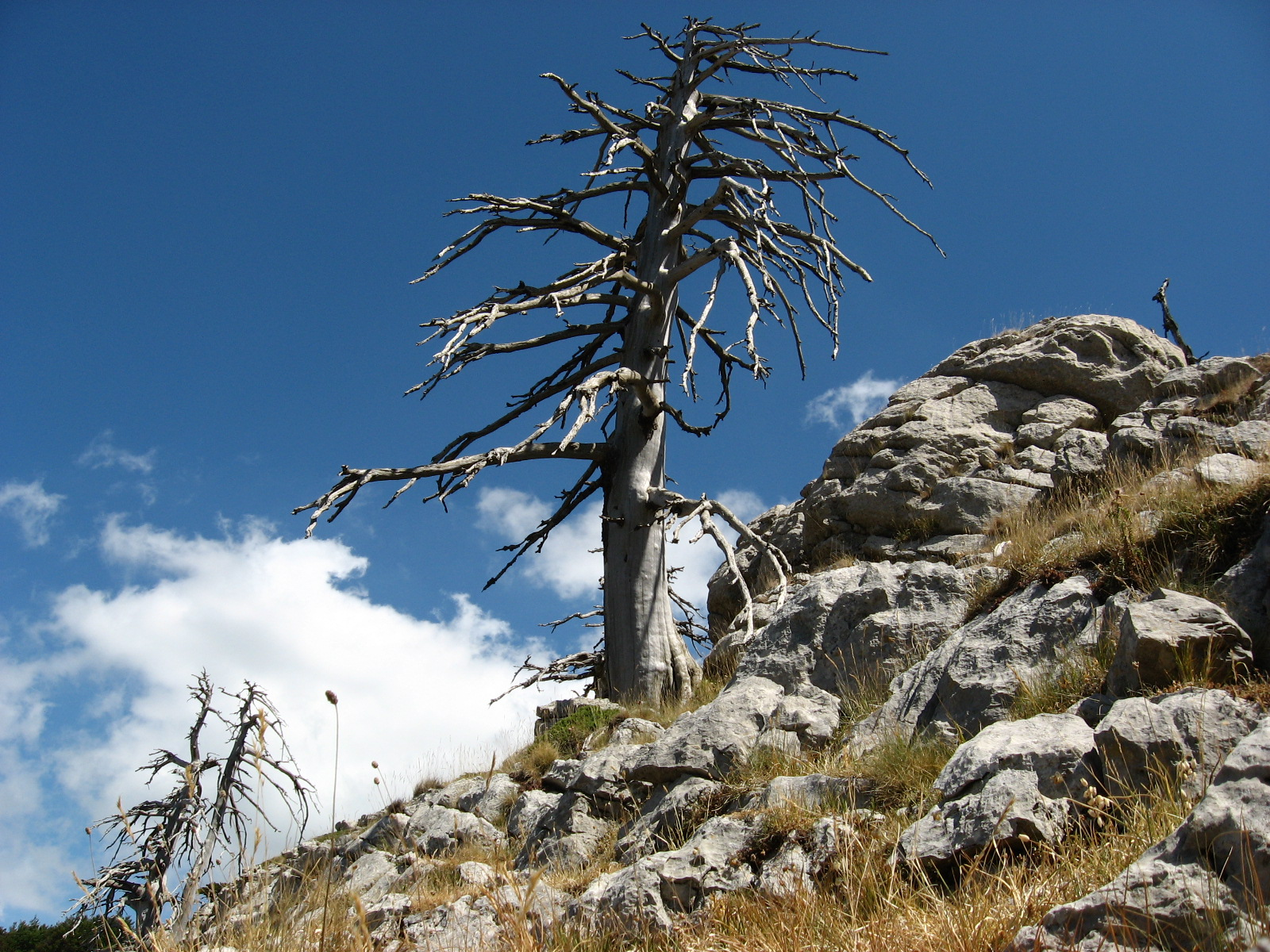
Monumentale scheletro di pino loricato sulla cresta ovest di Serra delle Ciavole

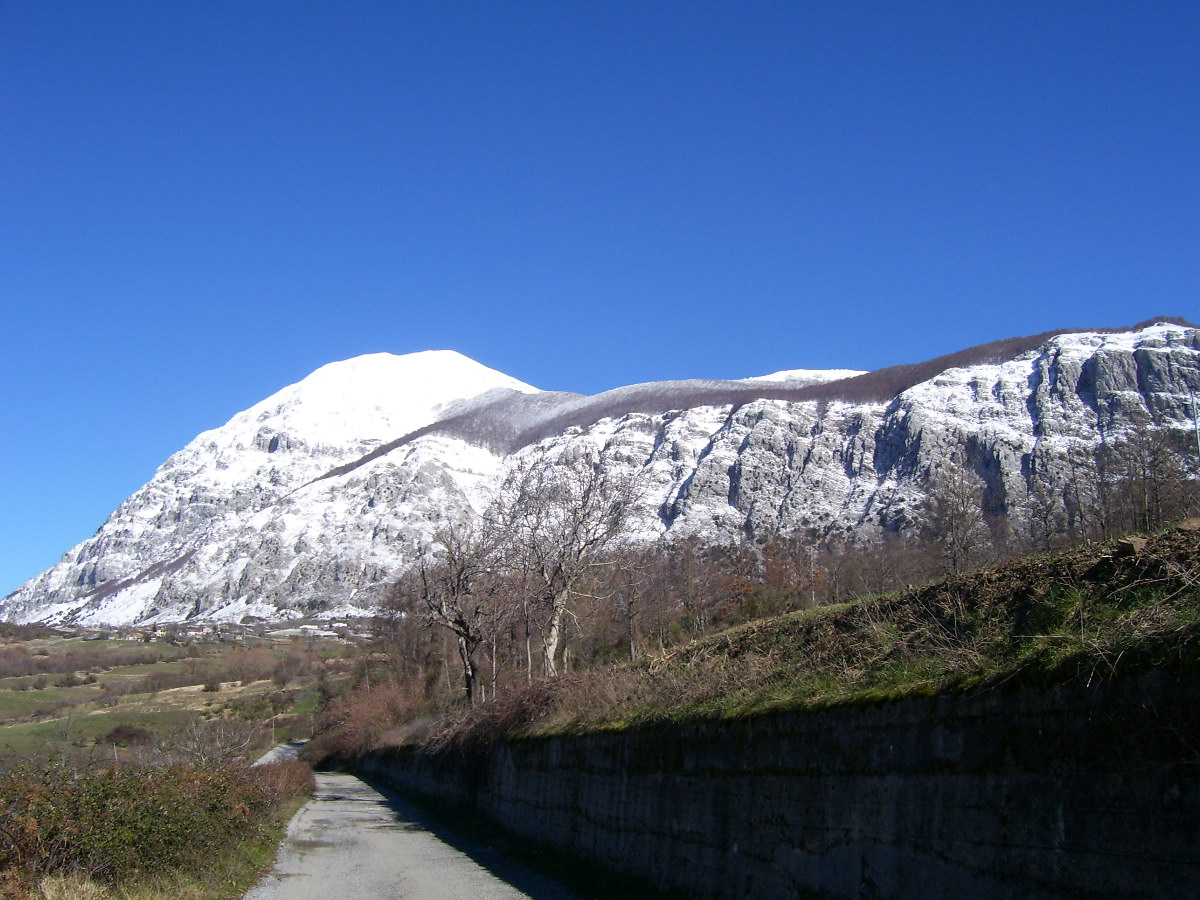
Gli scoscesi contrafforti occidentali del monte Alpi.

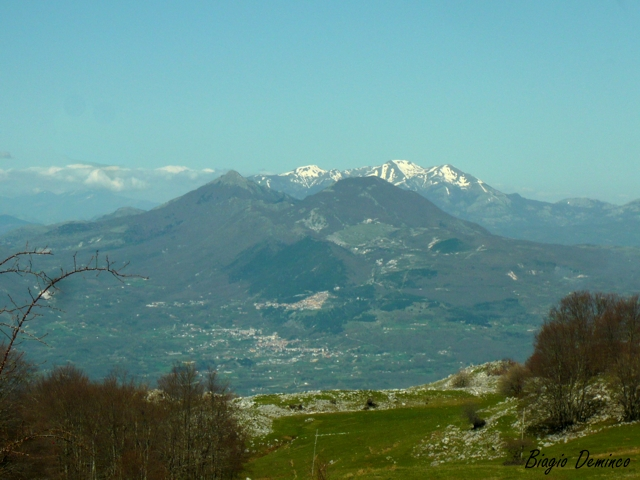
I monti la Spina e Zaccana. Sullo sfondo il massiccio del Sirino innevato.

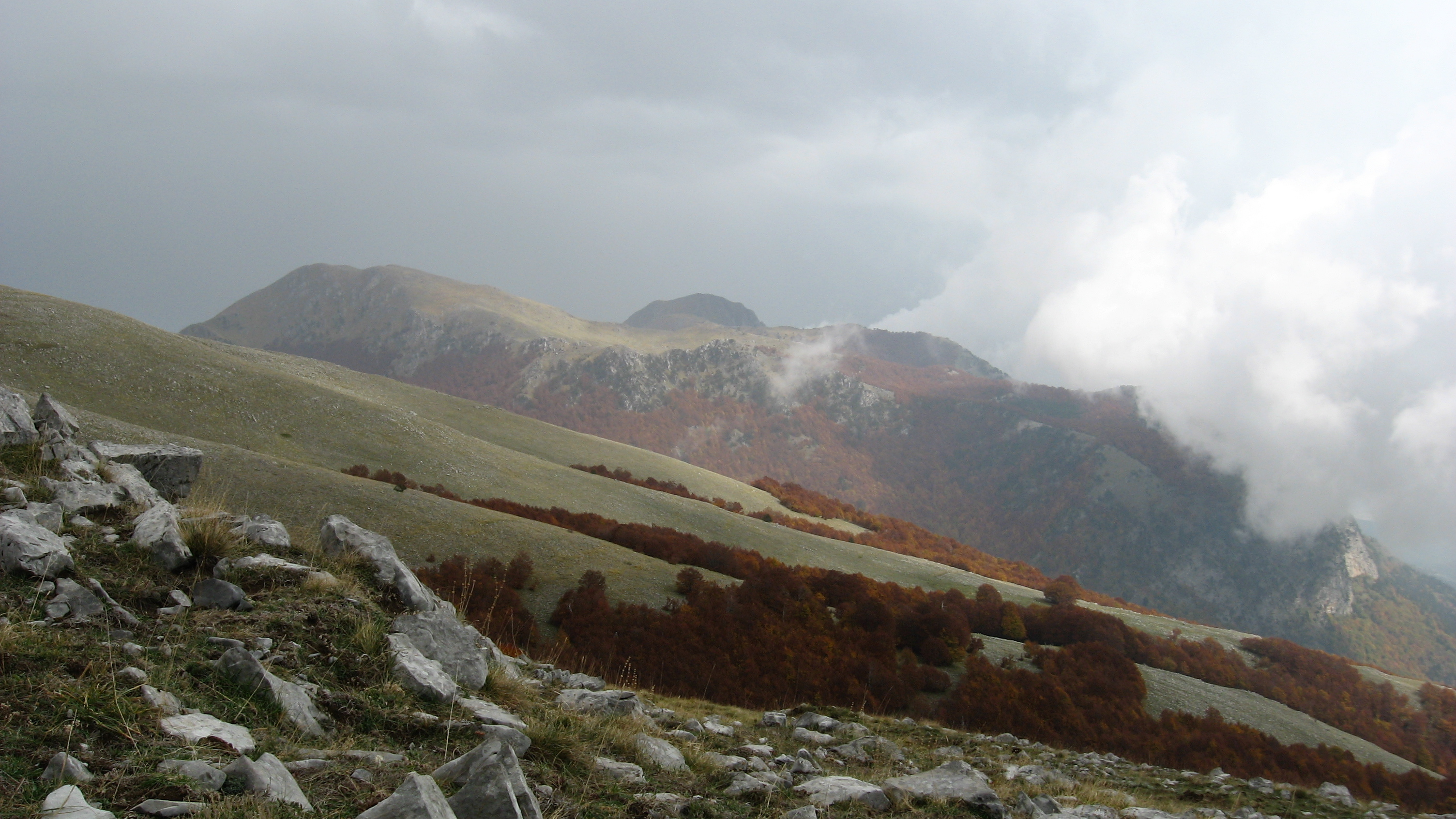
Il Pollino e, più lontana, Serra Dolcedorme, dal contrafforte meridionale di Serra del Prete

Il comprensorio costituito dal Monte Pennone (1.508 m), Monte Eremita (1.579 m), Monte Marzano (1.530 m), Monte Paratiello (1.446 m) e Monte Settacqua (1.274 m) e Monte Ratiello (1.057 m), è suddiviso tra il territorio della Campania e quello della Basilicata. Oltre la sella di Conza troviamo il gruppo del Monte Giani (1.144 m), Monte Piano del Castello (1.269 m), Monte Costa del Guado (1.288 m), Monte dello Squadro (1.342 m), Monte Torretta (1.003 m), Monte Fieno (1.203 m), Monte Santa Croce (1.408 m), Monte Pierno (1.269 m), Monte Serra Valvana (1.007 m), Monte Caruso (1.237 m), Monte Carmine (1.226 m), Monte Sant'Angelo (1.122 m), subito più a nord s'innalza il Monte San Michele (1.254 m) e il Monte Vulture (1.327 m), ultima manifestazione vulcanica della penisola italiana. Più a sud, si innalza in altopiano il Monte Li Foj (1.365 m), Monte Serra la Croce (1.330 m), Monte Toppa Romito (1.301 m), mentre a guardia della città di Potenza si innalzano le tre cime dei Monti Poggio di San Michele (1.108 m, 1.185 m, 1.243 m).

### Comprensorio Sellata - Volturino - Viggiano e Monti della Maddalena
Il pianoro del lago Pantano di Pignola annuncia i primi contrafforti di un vasto e articolato sistema montuoso, vera ossatura centrale di questa partizione dell'Appennino meridionale.
Il comprensorio si suddivide in due catene principali che, aprendosi a ventaglio in direzione nord-ovest/sud-est, delimitano l'alta valle del fiume Agri. Due diramazioni minori, poste a oriente rispetto alla dorsale maggiore - costituita dal Monte Pano (1.163 m), Monte Serra della Crivia' (1.368 m), Monte Capelluzzo (1.461 m), Monte Pierfaone (1.740 m), Monte Arioso (1.715 m), Monte Maruggio (1.574 m), Monte Facito (1.359 m), Monte Lama (1.573 m), Monte Serra di Calvello (1.568 m), Monte Calvelluzzo (1.701 m), Monte Volturino (1.835 m), Monte Augustella (1.573 m) e Monte Viggiano (1.725 m) a nord sono formate dai gruppi del Monte Serranetta (1.476 m), Monte Ciglio (1.438 m), Monte Pisco (1.082 m), Monte San Bernardo (1.132 m), Monte Crocetta (1.318 m), Monteforte (1.444 m) e Monte Serra Tuoppo (1.225 m), invece a Sud troviamo il Monte Pilato (1.612 m), Monte Caldarosa (1.491 m), Monte Macio del Podano (1.285 m), Monte Sant'Eone (1.489 m), Monte Masana (1.202 m) e Monte Malomo (1.322 m).
Ancora più a est troviamo il Monte Groppa D'Anzi (1.141 m), Monte Sella (1.073 m) e il Monte Cute (1.195 m), di nuovo con direzione nord-ovest/sud-est - si alzano il Monte Caperrino (1.455 m), e il Monte Impiso (1.319 m) e le caratteristiche guglie delle Piccole Dolomiti lucane.

### Monti del Cilento, Alburni e Eremita - Marzano
A ovest della catena della Maddalena, separato dall'altopiano del Vallo di Diano, è presente il settore più occidentale dell'Appennino Lucano, ossia i Monti del Cilento, i monti Alburni e il gruppo montuoso dei Monti Eremita - Marzano. In realtà, il massiccio montuoso del Cilento è a sua volta caratterizzato da tre distinte dorsali montane, con caratteristiche geologiche e orografiche differenti. La più occidentale di esse è costituita da rilievi di natura arenaceo - marnosa del Monte della Stella (1130 m) e dal Monte Gelbison (1705 m). Più a est compaiono i rilievi calcarei del Cilento, come il Monte Vesole (1210 m), il Monte Chianiello (1319 m) e il Monte Bulgheria (1225 m). Più ad oriente i rilievi raggiungono le quote più elevate: il Monte Motola (1743 m) e il Monte Cervati (1899 m), che è la vetta più elevata della Campania. A nord-ovest rispetto a questi si erge in tutta la sua imponenza il Monte Panormo (1742 m), la principale vetta dei Monti Alburni, la cui catena si erge a divisione fra il Cilento e la valle del Tanagro. A nord-ovest rispetto agli Alburni vi è il massiccio montuoso Eremita - Marzano, di cui la vetta più elevata è il monte Eremita (1579 m) che segna il confine tra Appennino Lucano e Appennino Campano.

### Il Lagonegrese e il massiccio del Sirino
A delimitare il lato sud-occidentale dell'alta val d'Agri si ergono l'imponente massiccio del Sirino, rappresentato dal Monte del Papa (2.006 m), e Monte Sirino (1.913 m), più a nord troviamo il Monte Raparello (1.305 m), Monte Raparo (1.764 m), e Monte Armizzone (1.409 m).
Tra questi prima delle alte vette del Pollino svetta ripida la cima del Monte Alpi (1.905 m) e poco più a sud troviamo quelle del Monte Serra Rotonda (1.288 m), Monte Pelato (1.117 m), Monte Nandiniello (1.172 m), Monte Pisco (1.231 m), Monte La Spina (1.652 m) e Monte Zaccana (1590 m).

### Il massiccio del Pollino e i Monti dell'Orsomarso
A sud troviamo il massiccio del Pollino, cuore dell'omonimo Parco Nazionale, comprende le maggiori cime dell'Appennino meridionale, Monte Serra (1.229 m), Monte Serra dell'Abete (1.404 m), Monte Grattaculo (1.892 m), Monte Serra del Prete (2.182 m), Monte Pollino (2.249 m), Monte Serra Dolcedorme (2.267 m), Monte Serra delle Ciavole (2.112 m), Monte Serra di Crispo (2.043 m), Monte Pelato (1.397 m) e Monte Sparviere (1.714 m). Su queste vette, impervie e maestose, corre il confine tra la regione Basilicata e Calabria.
I monti dell'Orsomarso, infine, pur essendo localizzati interamente in Calabria, rappresentano l'ultima boscosa propaggine della catena appenninica lucana.